# Scelidocteus schoutedeni
Scelidocteus schoutedeni är en spindelart som beskrevs av Benoit 1974. Scelidocteus schoutedeni ingår i släktet Scelidocteus och familjen Palpimanidae.
Artens utbredningsområde är Kongo. Inga underarter finns listade i Catalogue of Life.